# La guineu. La gàbia d'or
La guineu. La gàbia d'or (títol original en alemany, Die Füchsin: Im goldenen Käfig) és un telefilm alemany del 2019 dirigit per Sabine Derflinger. És la quarta entrega de la sèrie de ficció criminal d'ARD La guineu amb Lina Wendel i Karim Chérif en els papers principals. Es va emetre per primera vegada el 10 d'octubre de 2019. S'ha doblat al català per a TV3, que la va estrenar el 24 de novembre de 2024.
El rodatge va tenir lloc del 15 de gener al 10 d'abril de 2019 a Colònia i Düsseldorf i els seus entorns. La primera emissió del 10 d'octubre de 2019 al canal Erste va assolir els 4,64 milions d'espectadors i una quota d'audiència del 16,0 %.

## Sinopsi
Anne Fuchs és una antiga espia de l'Alemanya Oriental que té una petita agència de detectius amb el seu soci, Youssef El Kilali. Tots dos assisteixen a la festa de la henna de la Jamila, la cosina del Youssef, que se celebra la nit abans de la boda d'ella, però la festa s'acaba sobtadament quan hi irrompen uns emmascarats i apallissen el Tobias, el nuvi. El seu pare encarrega als dos detectius que trobin els assaltants. L'Anne i el Youssef no triguen a descobrir que la núvia té un amant i sospiten que potser volia impedir la boda. Però, quan el van a veure al seu pis, el troben mort.